# Chatham, Kent
Chatham este un oraș în cadrul autorității unitare Medway în comitatul Kent, regiunea South East, Anglia. 